# North American Soccer League 2016
Die North American Soccer League 2016 war die sechste Saison der North American Soccer League. Sie begann im Frühjahr 2016 mit dem ersten Spieltag der Spring Season und setzte sich im Herbst mit der Fall Season und dem Finalspiel um die Meisterschaft, den sogenannten Soccer Bowl, fort.

## Wettbewerbsformat
Das Format des Wettbewerbs ist im Vergleich zum Vorjahr unverändert. Allerdings nach dem Abtritt von den San Antonio Scorpions und den Atlanta Silverbacks wurden drei Neumitglieder aufgenommen – Miami FC und Rayo OKC, sowie der Puerto Rico FC, der ab Fall Saison seine Teilnahme aufnehmen wird. Die 11 bzw. 12 Teilnehmer spielen zwei eigenständige Wettbewerbe in einem Jahr (Spring Season und Fall Season). In der Spring Season spielt jedes Team einmal gegen jedes andere, in der Fall Season zweimal. Die beiden Sieger sowie die beiden besten anderen Teams insgesamt qualifizieren sich für die Playoffs.

## Mannschaften
| Mannschaft               | Stadion                          | Kapazität | Gegründet | Eintritt | Trainer           |
| ------------------------ | -------------------------------- | --------- | --------- | -------- | ----------------- |
| North Carolina FC        | WakeMed Soccer Park              | 10.000    | 2006      | 2011     | Colin Clarke      |
| FC Edmonton              | Clarke Stadium                   | 5.000     | 2009      | 2011     | Colin Miller      |
| Fort Lauderdale Strikers | Lockhart Stadium                 | 20.450    | 2005      | 2011     | Caio Zanardi      |
| Indy Eleven              | Michael Carroll Stadium          | 10.524    | 2013      | 2014     | Tim Hankinson     |
| Jacksonville Armada      | Baseball Grounds of Jacksonville | 11.000    | 2013      | 2015     | Tony Meola        |
| Miami FC                 | FIU Stadium                      | 20.000    | 2015      | 2016     | Alessandro Nesta  |
| Minnesota United         | National Sports Center           | 10.000    | 2009      | 2011     | Carl Craig        |
| New York Cosmos          | James M. Shuart Stadium          | 11.929    | 2010      | 2013     | Giovanni Savarese |
| Ottawa Fury              | TD Place Stadium                 | 24.000    | 2011      | 2014     | Paul Dalglish     |
| Puerto Rico FC           | Estadio Juan Ramón Loubriel      | 22.000    | 2015      | 2016     | Adrian Whitbread  |
| Rayo OKC                 | Miller Stadium                   | 6.000     | 2015      | 2016     | Alen Marcina      |
| Tampa Bay Rowdies        | Al Lang Stadium                  | 7.500     | 2008      | 2011     | Stuart Campbell   |

## Spring Season
Die Spring Season begann am 2. April 2016 mit dem ersten Spieltag und endete am 12. Juni 2016 mit dem 11. Spieltag.

### Tabelle
| Pl. | Verein                   | Sp. | S | U | N | Tore    | Diff. | Punkte |
| --- | ------------------------ | --- | - | - | - | ------- | ----- | ------ |
| 1.  | Indy Eleven              | 10  | 4 | 6 | 0 | 015:800 | +7    | 18     |
| 2.  | New York Cosmos          | 10  | 6 | 0 | 4 | 015:800 | +7    | 18     |
| 3.  | FC Edmonton              | 10  | 5 | 2 | 3 | 009:700 | +2    | 17     |
| 4.  | Minnesota United         | 10  | 5 | 1 | 4 | 016:120 | +4    | 16     |
| 5.  | Tampa Bay Rowdies        | 10  | 4 | 4 | 2 | 011:900 | +2    | 16     |
| 6.  | Fort Lauderdale Strikers | 10  | 4 | 3 | 3 | 012:120 | ±0    | 15     |
| 7.  | Carolina RailHawks       | 10  | 4 | 2 | 4 | 011:130 | −2    | 14     |
| 8.  | Rayo OKC                 | 10  | 3 | 3 | 4 | 011:120 | −1    | 12     |
| 9.  | Ottawa Fury              | 10  | 2 | 3 | 5 | 009:140 | −5    | 09     |
| 10. | Jacksonville Armada      | 10  | 1 | 4 | 5 | 005:110 | −6    | 07     |
| 11. | Miami FC                 | 10  | 1 | 4 | 5 | 007:150 | −8    | 07     |

### Kreuztabelle
| Spring 2016              |     | FC Edmonton | Fort Lauderdale Strikers |     |     |     |     | New York Cosmos |     |     | Tampa Bay Rowdies |
| ------------------------ | --- | ----------- | ------------------------ | --- | --- | --- | --- | --------------- | --- | --- | ----------------- |
| Carolina RailHawks       |     | −           | 1:3                      | −   | 0:0 | 0:0 | 2:1 | −               | 1:0 | −   | −                 |
| FC Edmonton              | 1:0 |             | 2:1                      | −   | −   | −   | 0:2 | 2:1             | 2:0 | −   | −                 |
| Fort Lauderdale Strikers | –   | −           |                          | 0:0 | 1:1 | 1:1 | −   | 2:1             | −   | −   | 0:1               |
| Indy Eleven              | 4:1 | 1:1         | −                        |     | −   | −   | 4:2 | 2:1             | 1:1 | −   | −                 |
| Jacksonville Armada      | −   | 0:1         | −                        | 1:1 |     | 2:1 | −   | −               | −   | 0:1 | 1:1               |
| Miami FC                 | −   | 1:0         | −                        | 0:0 | −   |     | −   | 0:3             | −   | 2:3 | 1:1               |
| Minnesota United         | −   | −           | 3:0                      | −   | 2:0 | 3:1 |     | 1:0             | −   | −   | 0:2               |
| New York Cosmos          | 1:0 | −           | −                        | −   | 2:0 | −   | −   |                 | 3:0 | 1:0 | 2:1               |
| Ottawa Fury              | −   | −           | 1:2                      | −   | 1:0 | 2:0 | 2:2 | −               |     | 1:1 | −                 |
| Rayo OKC                 | 2:3 | 0:0         | 1:2                      | 1:2 | −   | −   | 1:0 | −               | −   |     | −                 |
| Tampa Bay Rowdies        | 1:3 | 1:0         | −                        | 0:0 | −   | −   | −   | −               | 2:1 | 1:1 |                   |

## Fall Season
Die Fall Season beginnt am 3. Juli 2016 mit dem ersten Spieltag und endete am 31. Oktober 2016 mit dem 22. Spieltag.

### Tabelle
| Pl. | Verein                   | Sp. | S  | U | N  | Tore    | Diff. | Punkte |
| --- | ------------------------ | --- | -- | - | -- | ------- | ----- | ------ |
| 1.  | New York Cosmos          | 22  | 14 | 5 | 3  | 044:210 | +23   | 47     |
| 2.  | Indy Eleven              | 22  | 11 | 4 | 7  | 036:250 | +11   | 37     |
| 3.  | FC Edmonton              | 22  | 10 | 6 | 6  | 016:140 | +2    | 36     |
| 4.  | Rayo OKC                 | 22  | 9  | 8 | 5  | 028:210 | +7    | 35     |
| 5.  | Miami FC                 | 22  | 9  | 6 | 7  | 031:270 | +4    | 33     |
| 6.  | Fort Lauderdale Strikers | 22  | 7  | 5 | 10 | 019:280 | −9    | 26     |
| 7.  | Carolina RailHawks       | 22  | 7  | 5 | 10 | 025:350 | −10   | 26     |
| 8.  | Minnesota United         | 22  | 6  | 7 | 9  | 025:250 | ±0    | 25     |
| 9.  | Puerto Rico FC           | 22  | 5  | 9 | 8  | 019:310 | −12   | 24     |
| 10. | Tampa Bay Rowdies        | 22  | 5  | 8 | 9  | 029:320 | −3    | 23     |
| 11. | Jacksonville Armada      | 22  | 5  | 8 | 9  | 025:350 | −10   | 23     |
| 12. | Ottawa Fury              | 22  | 5  | 7 | 10 | 023:260 | −3    | 22     |

### Kreuztabelle
| Fall 2016                |     | FC Edmonton | Fort Lauderdale Strikers |     |     |     |     | New York Cosmos |     |     |     | Tampa Bay Rowdies |
| ------------------------ | --- | ----------- | ------------------------ | --- | --- | --- | --- | --------------- | --- | --- | --- | ----------------- |
| Carolina RailHawks       |     | 1:0         | 3:0                      | 3:2 | 1:0 | 3:3 | 1:0 | 0:2             | 0:0 | 2:2 | 0:1 | 4:1               |
| FC Edmonton              | 1:0 |             | 1:0                      | 2:1 | 1:0 | 0:2 | 1:0 | 2:1             | 1:0 | 0:0 | 0:0 | 1:0               |
| Fort Lauderdale Strikers | 0:1 | 1:0         |                          | 2:1 | 1:0 | 1:1 | 0:0 | 0:0             | 3:1 | 2:0 | 0:2 | 1:4               |
| Indy Eleven              | 3:0 | 1:0         | 3:0                      |     | 5:2 | 2:1 | 1:0 | 3:0             | 1:0 | 3:0 | 2:1 | 1:1               |
| Jacksonville Armada      | 2:2 | 0:0         | 1:1                      | 0:0 |     | 3:2 | 0:0 | 2:4             | 0:2 | 2:1 | 1:1 | 3:2               |
| Miami FC                 | 1:0 | 1:0         | 0:2                      | 2:1 | 1:0 |     | 1:1 | 2:3             | 2:1 | 0:1 | 0:1 | 2:2               |
| Minnesota United         | 5:1 | 3:1         | 3:1                      | 2:0 | 0:1 | 0:4 |     | 0:1             | 2:3 | 1:1 | 1:0 | 2:0               |
| New York Cosmos          | 6:1 | 0:0         | 2:0                      | 3:0 | 3:0 | 4:0 | 1:0 |                 | 2:1 | 3:0 | 1:1 | 3:2               |
| Ottawa Fury              | 2:0 | 2:2         | 0:1                      | 1:1 | 1:2 | 0:0 | 3:1 | 1:1             |     | 1:2 | 0:1 | 2:0               |
| Puerto Rico FC           | 2:1 | 0:1         | 2:1                      | 1:1 | 3:3 | 0:3 | 0:0 | 1:2             | 0:0 |     | 1:0 | 0:0               |
| Rayo OKC                 | 1:1 | 1:1         | 1:1                      | 2:1 | 3:2 | 1:2 | 2:2 | 3:0             | 3:1 | 2:2 |     | 1:0               |
| Tampa Bay Rowdies        | 1:0 | 0:1         | 2:1                      | 2:3 | 1:1 | 1:1 | 2:2 | 2:2             | 1:1 | 3:0 | 2:0 |                   |

## Playoffs

### Gesamttabelle
| Pl. | Verein                   | Sp. | S  | U  | N  | Tore    | Diff. | Punkte |
| --- | ------------------------ | --- | -- | -- | -- | ------- | ----- | ------ |
| 1.  | New York Cosmos          | 32  | 20 | 5  | 7  | 059:290 | +30   | 65     |
| 2.  | Indy Eleven              | 32  | 15 | 10 | 7  | 051:330 | +18   | 55     |
| 3.  | FC Edmonton              | 32  | 15 | 8  | 9  | 025:210 | +4    | 53     |
| 4.  | Rayo OKC                 | 32  | 12 | 11 | 9  | 039:330 | +6    | 47     |
| 5.  | Minnesota United         | 32  | 11 | 8  | 13 | 041:370 | +4    | 41     |
| 6.  | Fort Lauderdale Strikers | 32  | 11 | 8  | 13 | 031:400 | −9    | 41     |
| 7.  | Miami FC                 | 32  | 10 | 10 | 12 | 038:420 | −4    | 40     |
| 8.  | Carolina RailHawks       | 32  | 11 | 7  | 14 | 036:480 | −12   | 40     |
| 9.  | Tampa Bay Rowdies        | 32  | 9  | 12 | 11 | 040:410 | −1    | 39     |
| 10. | Ottawa Fury              | 32  | 7  | 10 | 15 | 032:400 | −8    | 31     |
| 11. | Jacksonville Armada      | 32  | 6  | 12 | 14 | 030:460 | −16   | 30     |
| 12. | Puerto Rico FC           | 22  | 5  | 9  | 8  | 019:310 | −12   | 24     |

|  | The Championship Semifinals | The Championship Semifinals | The Championship Semifinals |  |  | Soccer Bowl 2016 | Soccer Bowl 2016 | Soccer Bowl 2016 |
|  |                             |                             |                             |  |  |                  |                  |                  |
|  |                             |                             |                             |  |  |                  |                  |                  |
|  | 1                           | New York Cosmos             | 2                           |  |  |                  |                  |                  |
|  | 4                           | Rayo OKC                    | 1                           |  |  |                  |                  |                  |
|  |                             |                             |                             |  |  | 1                | New York Cosmos  | 0 (4)            |
|  |                             |                             |                             |  |  | 2                | Indy Eleven      | 0 (2)            |
|  | 2                           | Indy Eleven                 | 1                           |  |  |                  |                  |                  |
|  | 3                           | FC Edmonton                 | 0                           |  |  |                  |                  |                  |
|  |                             |                             |                             |  |  |                  |                  |                  |

### Halbfinale
| 5. November 2015 15:00 EST | Indy Eleven      | 1:0     | FC Edmonton | IU Michael A. Carroll Track & Soccer Stadium Zuschauer: 9.702 Schiedsrichter: Sorin Stoica |
| 5. November 2015 15:00 EST | Ubiparipović 63′ | Bericht |             | IU Michael A. Carroll Track & Soccer Stadium Zuschauer: 9.702 Schiedsrichter: Sorin Stoica |

| 5. November 2016 19:00 EST | New York Cosmos       | 2:1     | Rayo OKC  | James M. Shuart Stadium Zuschauer: 5.023 Schiedsrichter: Jose Carlos Rivero |
| 5. November 2016 19:00 EST | Arango 73′ Orozco 90′ | Bericht | Danso 37′ | James M. Shuart Stadium Zuschauer: 5.023 Schiedsrichter: Jose Carlos Rivero |

### Soccer Bowl 2016
| New York Cosmos                                                 | New York Cosmos | Indy Eleven | Indy Eleven |
| --------------------------------------------------------------- | --- | --- | ----------- |
| New York Cosmos                                                 | \| 13. November 2016 um 19:00 Uhr (EST) in Queens (Belson Stadium) \| \| Ergebnis: 0:0 n. V., 4:2 i. E. \| \| Zuschauer: 2.150 \| \| Schiedsrichter: Allen Chapman \|                                                                                            | \| 13. November 2016 um 19:00 Uhr (EST) in Queens (Belson Stadium) \| \| Ergebnis: 0:0 n. V., 4:2 i. E. \| \| Zuschauer: 2.150 \| \| Schiedsrichter: Allen Chapman \|                                                                                  | Indy Eleven |
| New York Cosmos                                                 | Jimmy Maurer – Ryan Richter, Rovérsio (59. David Ochieng), Carlos Mendes , Ayoze García – Adam Moffat – Andrés Flores (103. Danny Szetela), Ruben Bover Izquierdo, Juan Arango, Yohandry Orozco (77. David Diosa) – Jairo Arrieta Cheftrainer: Giovanni Savarese | Jon Busch – Marco Franco, Colin Falvey, Greg Janicki, Nemanja Vuković – Brad Ring – Don Smart (90. Duke Lacroix), Dylan Mares (46. Gerardo Torrado) – Siniša Ubiparipović (101. Nicki Paterson) – Justin Braun, Éamon Zayed Cheftrainer: Tim Hankinson | Indy Eleven |
| New York Cosmos                                                 | Elfmeterschießen | | Indy Eleven |
| New York Cosmos                                                 | 1:1 Jairo Arrieta 2:1 Adam Moffat 3:1 Ayoze García 4:2 Ryan Richter | 0:1 Nicki Paterson Éamon Zayed Jon Busch 3:2 Nemanja Vuković | Indy Eleven |
| New York Cosmos                                                 | Jairo Arrieta (116.) | Brad Ring (72.), Colin Falvey (83.) | Indy Eleven |
| 13. November 2016 um 19:00 Uhr (EST) in Queens (Belson Stadium) | | |             |
| Ergebnis: 0:0 n. V., 4:2 i. E.                                  | | |             |
| Zuschauer: 2.150                                                | | |             |
| Schiedsrichter: Allen Chapman                                   | | |             |